# Efeb d'Agde
L'Efeb d'Agde és una estàtua antiga de bronze, de 1,33 m d'alçada, que data del segle ii abans de la nostra era, i es conserva en el Museu de l'Efeb d'Agde.

## Història

### Descobriment

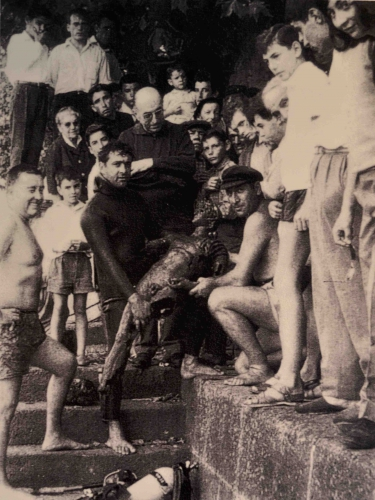
El descobriment de l'estàtua el 13 de setembre del 1964. L'efeb és sostingut per Jacky Fanjaud (amb escafandre) i Denis Fonquerle (dreta)

Va descobrir l'estàtua al 1964 en el llit del riu Erau, enfront de la Catedral de Sant Esteve, Jacky Fanjaud, membre del GRASPA (Groupe de recherches archéologiques subaquatiques et de plongée d'Agde). Després d'una restauració en el laboratori d'arqueologia del metall de Jarville-la-Malgrange, l'efeb es va exposar al Museu del Louvre durant més de vint anys.

### Reclamació i retorn a Agde
Els habitants d'Agde, apassionats pel descobriment d'aquesta figura emblemàtica, no van deixar d'expressar el seu desig que l'estàtua tornés a "casa". El batle Pierre Leroy-Beaulieu i Denis Fonquerle foren els principals artífexs del retorn, que es va traduir en la creació d'un nou museu. El construí el 1982 l'arquitecte Jean Le Couteur, i fou inaugurat el 1985. L'efeb va entrar-ne en les col·leccions al 1987.(5)

## Descripció
Representa un jove grec dempeus, mutilat del braç dret i de la part inferior de les cames. Aquest efeb nu duu una diadema i un mantell al braç esquerre. L'escultura de bronze evoca l'estil de l'escultor Lisip de Sició i recorda els retrats escultòrics d'Alexandre el Gran per certs atributs i convencions iconogràfiques, per la qual cosa s'ha especulat que siga un retrat del rei macedoni.(5)

## Homenatge
L'efeb s'ha convertit en emblema de la ciutat d'Agde. El seu cap figura en un antic logotip del municipi. Una gran còpia de resina se'n va erigir en una rotonda (la de l'Efeb), prop de la circumval·lació sud. Amb motiu del 30é aniversari de la tornada de l'estàtua a Agde, el Museu de l'Efeb encarregà a l'artista Anita Gauran una sèrie de fotografies que el representassen.